# Atmosfera padrão
O termo atmosfera padrão por definição refere-se à pressão exata de 101 325 Pa. Ele é utilizado como unidade de pressão, com o símbolo atm (1 atm = 101 325 Pa). Este termo refere-se ao mesmo valor de pressão definida como pressão normal.
Atualmente a IUPAC recomenda que o uso da pressão de 101 325 Pa seja descontinuado, recomendando desde 1982, o uso da atual pressão padrão, definida como uma pressão de 105 Pa (100 000 Pa exatamente).
A pressão de atmosfera padrão, medida ao nível do mar, está acompanhada por outras características como densidade do ar e temperatura, porém, é importante salientar que o termo refere-se apenas à pressão de 1 atm.